# Reputation (Dusty Springfield)
Reputation è il tredicesimo album della cantante inglese Dusty Springfield, pubblicato sotto l'etichetta Parlophone nel 1990, a distanza di otto anni dal suo ultimo album White Heat. Dopo una serie di album del tutto trascurati dal mondo musicale, fra gli anni 70 e gli anni 80, Reputation è l'album della definitiva "resurrezione" della carriera della Springfield. L'album è principalmente prodotto dai Pet Shop Boys e Julian Mendelsohn e fu registrato nel Regno Unito in un periodo di circa 18 mesi (fra Novembre 1988 e Febbraio 1990). Grazie alla produzione dei Pet Shop Boys, l'album fu un gran successo, tanto da divenire il suo album più venduto dopo l'album From Dusty with Love del 1970. Con 60 000 copie vendute nelle prime due settimane, l'album entrò nella Top20 della classifica inglese.

## Origine
Nel 1987 il nome della Springfield tornò nel mondo musicale grazie alla sua collaborazione con i Pet Shop Boys nel loro singolo What Have I Done to Deserve This?. Il duo contattò il manager della Springfield per verificare la sua disponibilità a registrare il brano assieme a loro. La Springfield accettò con grande gioia il lavoro e la canzone divenne un successo mondiale, tanto da essere tuttora considerato il suo brano più famoso (assieme ai Pet Shop Boys ovviamente). Ciò ridiede confidenza alla Springfield di essere ancora una ottima cantante, tanto da pubblicare un nuovo singolo, Nothing Has Been Proved (brano scritto dai Pet Shop Boys appositamente per la Springfield), nel 1989 ed incluso nel film "Scandal - Il caso Profumo". Nothing Has Been Proved entrò nella Top20 inglese, anche il singolo successivo In Private (sempre scritto e prodotto dai Pet Shop Boys).  Entrambi i brani furono inclusi nell'album Reputation e i Pet Shop Boys si occuparono di metà della produzione (il lato B nella edizione in vinile dell'album), mentre il resto dell'album fu prodotto da Andy Richards, il produttore degli Swing Out Sister, Paul Staveley O'Duffy e da Dan Hartman. L'album fu molto gradito dalla critica, dicendo che fu un ritorno molto atteso della Springfield. Dall'album furono estratti altri due singoli, la title track Reputation e la ballata Arrested By You (scritta da Rupert Hine e Jeanette Obstoj).
In aggiunta dell'album, fu pubblicata una videocassetta intitolata Reputation - The Videos, che includeva tutti i videoclip dei singoli estratti dall'album ed in più una intervista a Dusty Springfield, assieme ad un video promo per il brano I Want to Stay Here. L'album fu pubblicato negli Stati Uniti solamente nel 1997, sotto il titolo di Reputation and Rarities.

## Tracce
Fra le parentesi vi è scritto il nome o i nomi degli scrittori della canzone.
Lato A dell'edizione in vinile
1. "Reputation" (Brian Spence) - 4:13
2. "Send It To Me" (Allee Willis, Lauren Wood) - 3:56
3. "Arrested By You" (Rupert Hine, Jeanette Obstoj) - 4:10
4. "Time Waits For No One" (Holly Knight, Dan Hartman) - 3:05
5. "Born This Way" (Geoffrey Williams & Simon Stirling) - 3:49

Lato B dell'edizione in vinile
1. "In Private" (Neil Tennant, Chris Lowe) - 4:22
2. "Daydreaming" (Tennant, Lowe) - 4:55
3. "Nothing Has Been Proved" (Tennant, Lowe) - 4:42
4. "I Want To Stay Here" (Gerry Goffin, Carole King) - 2:48
5. "Occupy Your Mind" (Tennant, Lowe) - 6:51

## Singoli estratti
| Anno | Singolo                   | Stati Uniti | Stati Uniti | Stati Uniti | UK | CAN | AUS | GER |
| Anno | Singolo                   | Hot 100     | AC          | Dance       | UK | CAN | AUS | GER |
| ---- | ------------------------- | ----------- | ----------- | ----------- | -- | --- | --- | --- |
| 1989 | "Nothing Has Been Proved" |             |             |             | 16 |     |     | 52  |
| 1989 | "In Private"              |             |             | 14          | 14 |     |     | 4   |
| 1990 | "Reputation"              |             |             |             | 38 |     |     | 29  |
| 1990 | "Arrested By You"         |             |             |             | 70 |     |     |     |

- Vennero pubblicati anche come singoli Born this Way e Daydreaming, ma solo come promo per le radio e discoteche.
- Nonostante In Private non fu mai pubblicato negli Stati Uniti, il brano divenne un gran successo dance negli USA, tanto da comparire in 14ª posizione nella Billboard Hot Dance Club Play nel 1990.